# Hollandisme
Hollandismen zijn vormen (woorden, uitspraakverschijnselen, constructies) in de Nederlandse taal die ofwel:
- Nederlands-Nederlands van karakter zijn en buiten Nederland onbekend, ongebruikelijk of stilistisch zwaar gemarkeerd zijn. Tegenhangers zijn belgicismen en surinamismen. Voorbeeld: "hartstikke" is in Nederland een gebruikelijk bijwoord, maar in Vlaanderen niet. Het wordt daar als hollandisme beschouwd. Teksten die bedoeld zijn voor een groot Nederlandstalig publiek, zoals Bijbelvertalingen, worden vaak zo veel mogelijk ontdaan van hollandismen en belgicismen.

ofwel:
- Hollands of Randstedelijk van karakter zijn en in de regiolecten buiten West-Nederland onbekend, ongebruikelijk of stilistisch zwaar gemarkeerd zijn. Voorbeelden: de Hollandse expansie van de ij- en ui-klank, de expansie van de huig-r vanuit Zuid-Holland naar verschillende Nederlandse steden.

ofwel:
- uit het algemeen of westelijk Nederlands doordringen in andere taalvariëteiten en daar niet algemeen worden geaccepteerd. Betreft het buiten Nederland gesproken variëteten, dan is het synoniem neerlandisme gebruikelijk. Voorbeelden: de vervanging in het Fries van verkleinwoordjes als kabouterke en slingerke door kaboutertsje en slingertsje.

## Regiolecten
Het Standaardnederlands is gebouwd met materiaal uit verschillende in Nederland en Vlaanderen gesproken variëteiten. De invloed van de Hollandse dialecten op dat proces was zeer groot. Bovendien was de verbreiding van het Standaardnederlands lange tijd vooral in de Hollandse steden succesvol. De benaming Hollands wordt daardoor wel gebruikt als synoniem voor "Nederlands". 

## Andere betekenis
In sociaal-politieke context betekent Hollandisme (meestal met een hoofdletter) iets geheel anders: het woord duidt dan op een pro-Nederlandse houding, bijvoorbeeld van mensen die zich in de voormalige koloniën hadden gevestigd en een blijvende nauwe band van de kolonie met Nederland voorstonden. Hollandisme is dat Nederlands sprekende Hollanders de hogere posities krijgen in anderstalige gebieden en deze gebieden gebruiken als wingebieden. Gevolg is dat de lokale bevolking verarmt. Het gevolg hiervan is dat Hollanders neerkijken op de in hun ogen arme, laag geschoolde locale bevolking en zich boven hen verheven voelen. Op scholen mag alleen de Nederlandse taal worden gebezigd, als je een hogere functie of hogere opleiding of studie wilt of communicatie met autoriteiten en instellingen is dit uitsluitend in het Nederlands. Hollandisme is culturele assimilatie van de Nederlandse taal en cultuur door niet-Hollandse volkeren of bevolkingsgroepen. Het omgekeerde van Hollandisme is de-Hollandisme waarbij de Hollandse taal en cultuur wordt beperkt. Ook het woord anti-Hollandisme komt voor, en duidt een afwijzende of vijandige houding aan tegen Nederland of tegen Nederlandse invloeden.